# Saint-Amans (Lozère)
Saint-Amans (okzitanisch: Sant Amans) ist eine Ortschaft und eine Commune déléguée in der französischen Gemeinde Monts-de-Randon mit 170 Einwohnern (Stand: 1. Januar 2022) im Département Lozère in der Region Okzitanien. Die Einwohner werden Saint-Amaniens genannt.
Die Gemeinde Saint-Amans wurde am 1. Januar 2019 mit Servières, La Villedieu, Estables und Rieutort-de-Randon zur Commune nouvelle Monts-de-Randon zusammengeschlossen. Sie gehörte zum Arrondissement Mende und zum Kanton Saint-Alban-sur-Limagnole.

## Lage
Die Gemeinde Saint-Amans liegt im Gebiet der Causse de Sauveterre am Colagne im südlichen Zentralmassiv und den nördlichen Cevennen in der Berglandschaft Margeride. Der Truyère durchquert den nördlichen Teil der Gemeinde. Umgeben wurde die Gemeinde Saint-Amans von den Nachbargemeinden Les Laubies im Norden, Estables im Osten, Rieutort-de-Randon im Südosten und Süden, Ribennes im Südwesten sowie Saint-Gal im Westen.

## Bevölkerungsentwicklung
| Jahr                       | 1962 | 1968 | 1975 | 1982 | 1990 | 1999 | 2006 | 2013 |
| Einwohner                  | 218  | 227  | 195  | 191  | 141  | 133  | 136  | 155  |
| Quellen: Cassini und INSEE |      |      |      |      |      |      |      |      |